# Кабанов Павло Олексійович
Каба́нов Павло́ Олексі́йович  (нар. 11 липня 1897, Санкт-Петербург — 27 лютого 1987, Москва) — радянський військовий діяч, Герой соціалістичної праці (1943), начальник залізничних військ СРСР (1945—1968), генерал-полковник інженерних військ.

## Біографія
Народився в Санкт-Петербурзі в сім'ї робітника-каменяра. Закінчив початкову трирічну школу, працював разом з батьком, потім учнем бляхаря.
У 1916 році призваний до російської армії, служив у бронедивізіоні в Петрограді. Учасник революційних подій у Петрограді з лютого по жовтень 1917 року і Жовтневого перевороту.
У 1918 році одним з перших вступив у Червону Армію, і в тому ж році — в РКП (б). Служив у Першій окремій залізничний роті. У роки Громадянської війни в складі роти брав участь у відновленні залізничних мостів і шляхів у країнах Балтії і Білорусі, брав участь у забезпеченні бойових дій на Західному фронті проти польської армії. Одночасно був парторгом роти і помічником комісара залізничного дивізіону.
Після Громадянської війни в Росії закінчив курси при Училищі військових сполучень РСЧА. Командував взводом залізничних військ, будував залізничну лінію Орша—Лепель в Білорусі, потім — Чернігів-Овруч в Україні з мостами через Дніпро і Прип'ять. У 1930 році направлений на навчання на факультет військових сполучень при Ленінградському інституті інженерів залізничного транспорту, в 1932 році переведений у Військово-транспортну академію РСЧА, яку успішно закінчив у 1936 році. Призначений помічником командира залізничного полку з технічної частини, з 1937 року — командир залізничного полку.
З 1939 року командував 5-ю залізничною бригадою Особливого корпусу залізничних військ на Далекому Сході. Бригада побудувала залізничну лінію Мензовка-Варфоломеєвка через хребет Сіхоте-Алінь. У березні 1941 року бригада була перекинута на західний кордон в район Львів—Тернопіль—Перемишль для будівництва залізничних шляхів в прикордонній смузі. Там 22 червня 1941 року бригада і її командир полковник Павло Кабанов вступили у Німецько-радянську війну.
У перші місяці війни бригада виконувала завдання з відновлення зруйнованих ворожою авіацією об'єктів залізничного транспорту, забезпечення безперебійної подачі фронту ешелонів з озброєнням, паливом і боєприпасами, знищенням і евакуацією залізничного майна при відході Червоної Армії. У січні 1942 року призначений начальником Управління військово-відновних і загороджувальних робіт № 3 (УВВР-3), яке відповідало за всі роботи з будівництва та відновлення залізничних магістралей в смузі Південного і Південно-Західного фронтів. Особливо важкими видалися літо і осінь 1942 року, коли саме на цих фронтах противник перейшов в генеральний наступ. До складу цього потужного формування входило 4 бригади і десятки частин залізничних військ. Кабанов особисто відповідав за залізничні перевезення вантажів для військ, які обороняли Сталінград. Коли в районі міста були знищені всі мости через Волгу, запропонував спорудити наплавний залізничний міст, зібраний зі старих барж. Постановою Раднаркому СРСР від 4 серпня 1942 року полковнику П. О. Кабанову присвоєно військове звання «генерал-майор технічних військ».
У ході зимового наступу радянських військ на початку 1943 року бійці УВВР-3 відновили за 18 діб залізничний міст через Дон поблизу міста Лиски і 2 мости у міста Липки. Тим самим була успішно вирішена задача подачі військових вантажів для наступаючих військ.
Навесні 1943 року під командуванням Кабанова за 2 місяці побудована нова залізнична магістраль Старий Оскол—Сараєвка, яка прийняла на себе все постачання військ Воронезького фронту в ході Курської битви. При підготовці битви і під час неї ця дорога, як і інші, піддавалася щоденним бомбардуванням ворожої авіацією. У найважчих умовах бійці відновлювали всі пошкодження. Перервати рух ворогові не вдалося.
Указом Президії Верховної Ради СРСР від 5 листопада 1943 року «за особливі заслуги у забезпеченні перевезень для фронту і народного господарства і видатні досягнення у відновленні залізничного господарства у важких умовах воєнного часу» генерал-майору технічних військ Павлу Олексійовичу Кабанову присвоєно звання Героя Соціалістичної Праці з врученням ордена Леніна і Золотої медалі «Серп і Молот».
У розпал битви за Дніпро на початку листопада Кабанов отримав наказ спорудити залізничний міст через Дніпро для забезпечення військ фронту. Завдяки використанню наявних сил і засобів та місцевого населення генерал домігся виконання наказу за 14 діб. У цей термін був споруджений низьководний Дарницький залізничний міст у Києві протяжністю понад 1 кілометр. Фактично на цьому мосту «висіло» все постачання 1-го українського фронту при проведенні Київської оборонної та Житомирсько-Бердичівської наступальних операцій радянських військ. А в лютому 1944 року було завершено спорудження висоководного Дарницького залізничного моста, завдяки якому ешелони йшли до військ фронту і в період бурхливого дніпровського паводку.
Продовжуючи шлях на захід, частини УВВР-3 забезпечували успішний наступ в ході битви за Правобережну Україну, Львівсько-Сандомирської, Вісло-Одерської і Берлінській операцій. За 3 роки війни УВВР-3 під командуванням генерал-лейтенанта технічних військ Кабанова (звання присвоєно 13 серпня 1944 року) відновили понад 8500 кілометрів шляхів, 114 великих і середніх мостів, тисячі споруд та об'єктів залізничного господарства.
На початку квітня 1945 року генерал Кабанов призначений начальником Головного Управління військово-відновлювальних робіт Народного комісаріату шляхів сполучення СРСР. Одночасно він був призначений начальником Залізничних військ Міністерства оборони СРСР. Цей пост він займав до виходу у відставку в 1968 році. Кілька років одночасно був заступником Міністра транспортного будівництва СРСР.
У післявоєнні роки під його командуванням воїни-залізничники побудували залізничні магістралі Перм—Кізел, Усть-Каменогорськ—Зиряновська, Абакан—Тайшет, а також Західно-Карельську і Трансмонгольську магістралі.
З 1968 року генерал Кабанов у відставці. До самої смерті був головою Ради ветеранів Залізничних військ. Автор кількох робіт по тактиці та історії залізничних військ. Жив у Москві. Помер 27 лютого 1987 року. Похований на Кунцевському кладовищі Москви (ділянка 9).